# 2012年国际象棋世界冠军对抗赛
2012国际象棋世界冠军对抗赛，是国际棋联于2011年9月开始的国际象棋比赛。2012年5月30日，在慢棋比赛以6－6打平后，2010年国际象棋世界冠军对抗赛冠军维斯瓦纳坦·阿南德凭借快棋2.5比1.5击败挑战者以色列棋手鲍里斯·格尔凡德，卫冕成功。